# Newtown (Indiana)
Newtown es un pueblo ubicado en el condado de Fountain en el estado estadounidense de Indiana. En el Censo de 2010 tenía una población de 256 habitantes y una densidad poblacional de 196,12 personas por km².

## Geografía
Newtown se encuentra ubicado en las coordenadas 40°12′16″N 87°8′54″O / 40.20444, -87.14833. Según la Oficina del Censo de los Estados Unidos, Newtown tiene una superficie total de 1.31 km², de la cual 1.31 km² corresponden a tierra firme y (0%) 0 km² es agua.

## Demografía
Según el censo de 2010, había 256 personas residiendo en Newtown. La densidad de población era de 196,12 hab./km². De los 256 habitantes, Newtown estaba compuesto por el 95.31% blancos, el 1.95% eran afroamericanos, el 0.78% eran amerindios, el 0% eran asiáticos, el 0% eran isleños del Pacífico, el 0% eran de otras razas y el 1.95% pertenecían a dos o más razas. Del total de la población el 1.56% eran hispanos o latinos de cualquier raza.